# Daniel Bilalian
Daniel Bilalian est un journaliste et présentateur audiovisuel français, né le 10 avril 1947 à Paris 9e et mort le 14 mai 2025 à Neuilly-sur-Seine (Hauts-de-Seine).
Il débute à l'ORTF en 1971 en tant que correspondant régional avant d'arriver sur l'antenne nationale. Sur Antenne 2, il intègre le service de politique intérieure et est grand reporter de politique étrangère. Sur cette même chaîne devenue France 2, il présente le journal télévisé entre les années 1970 et les années 2000. Il est ensuite directeur des sports de France Télévisions de 2005 à 2016.
Il est conseiller municipal de Neuilly-sur-Seine de 2020 jusqu'à sa mort.

## Biographie

### Origines et famille
Daniel Richard Bilalian naît le 10 avril 1947 dans le 9e arrondissement de Paris d’un père arménien, Krikor Bilalian, ouvrier agricole réfugié en France à la suite du génocide arménien et installé à Paris, où il devient tailleur et tient avec sa femme Maria Cuvillier, originaire du Pas-de-Calais, une boutique rue Lamartine,.

### Études et formation
Il est scolarisé au cours Vauvenargues et au lycée Jacques-Decour à Paris où il y obtient son baccalauréat.
Il suit une formation de droit à l'université de Lille[réf. nécessaire].

### Début de carrière
Daniel Bilalian devient en 1968 journaliste au journal L'Union.
En 1971, il est correspondant régional pour l'ORTF à Reims puis à Lille (1972). Il fait sa première apparition à la télévision le 12 novembre 1971, dans Picardie Actualités, en enquêtant sur la rénovation du quartier Saint-Leu à Amiens. Journaliste sur la deuxième chaîne de l'ORTF à partir de 1972, il intégre ensuite le service de politique intérieure d'Antenne 2, chaîne où il est, de 1975 à 1982, grand reporter de politique étrangère.

### Présentateur de journaux et de magazines télévisés
Il commence à présenter quelques journaux de 20 heures d'Antenne 2 de 1976 à 1977[réf. souhaitée].
En 1980, il est le commentateur d'un reportage consacré au moustique dans l'émission Les Dossiers de l'écran sur la même chaîne.
Daniel Bilalian présente le journal Antenne 2 Midi de 1982 à 1985, puis en 1985, quelques mois le Journal de 20 heures en alternance avec Bernard Rapp, avant d'être remplacé par Claude Sérillon. Après un an d'absence sur les deux journaux de la chaîne, il revient en 1987 pour présenter les journaux du week-end (13 h et 20 h) jusqu'en 1990.
En parallèle du journal, il anime le talk-show Stars à la barre de février à novembre 1989, à la suite de Roger Zabel. En remplacement des Dossiers de l'écran, Antenne 2 confie à Bilalian la présentation  du magazine de société Mardi soir à compter du 10 septembre 1991. Le programme est diffusé toutes les semaines aux alentours de 22h30. En décembre suivant il est évincé après un débat houleux sur l'extrême droite en France.
En 1994, il retourne à la présentation des journaux sur France 2, au 13 heures en remplacement d'Henri Sannier parti pour le Soir 3.
Les 23 avril et 7 mai 1995, Daniel Bilalian anime avec Bruno Masure, les soirées électorales des premier et second tours de l'élection présidentielle, sur France 2. Au mois de septembre suivant, il devient présentateur du 20 heures en alternance avec Bruno Masure. Après le départ de ce dernier le 2 octobre 1997, il est aux commandes des journaux de la semaine à partir du 3 octobre, alors que Béatrice Schönberg présente ceux du week-end. À la tête des journaux du lundi au jeudi jusqu'au 30 juillet 1998, il est remplacé par Claude Sérillon à partir du 17 août suivant, qui a présenté le journal en semaine.
Après avoir été « mis au placard », Bilalian revient une nouvelle fois au 13 heures du 3 septembre 2001 au 9 juillet 2004.
Il est également le présentateur des opérations spéciales de France 2[réf. nécessaire].

### Programmes sportifs
En juillet 2004, Daniel Bilalian est nommé à la tête de la rédaction des sports de France Télévisions auprès du directeur des sports Frédéric Chevit. En février 2005, il devient directeur des sports en remplacement de Frédéric Chevit. Dès 2005, l'éviction de Pierre Salviac secoue la section « rugby » du service des sports, puis en 2009 celle de son successeur Jean Abeilhou.
En tant que tel, il commente, entre 2006 et 2016, toutes les cérémonies d'ouverture des Jeux olympiques :
- celle des JO d'hiver de Turin en 2006 avec Nelson Monfort et Luc Alphand[11].
- JO d'été de Pékin en 2008 avec Nelson Monfort.
- JO d'hiver de Vancouver en 2010 avec Alexandre Boyon et Roch Voisine.
- En 2014, il commente la cérémonie d'ouverture des JO d'hiver de Sotchi avec Alexandre Boyon et Alban Mikoczy. Au cours de l'Olympiade, il prend la défense de Philippe Candeloro, consultant sportif de la chaîne, critiqué pour des propos jugés sexistes lors des épreuves féminines de patinage.
- cérémonie d'ouverture des Jeux olympiques de Rio de Janeiro avec Alexandre Boyon et l'ancien footballeur international brésilien Raí.

En janvier 2010, les journalistes sportifs de la rédaction mettent en cause le changement de ligne éditoriale et des méthodes de management jugées dangereuses. En avril 2010, ils votent majoritairement la défiance contre Daniel Bilalian, dénonçant son management et lui reprochant de ne pas s'occuper de la gestion quotidienne de la rédaction,.
En 2016, il prend sa retraite. Laurent-Éric Le Lay lui succède au poste de directeur des sports du groupe France Télévisions.

### Participation à la vie politique locale
Daniel Bilalian se présente aux élections municipales de 2020 à Neuilly-sur-Seine en 39e position sur la liste menée par Jean-Christophe Fromantin. Élu conseiller municipal, il est chargé de la mission « Cercle international de Neuilly », et rejoint la commission « solidarités ».

### Vie privée
Marié en 1971 avec Christine de Précigout,, Daniel Bilalian a une fille, Marguerite, née en 1975. Il se remarie en 2020 avec Frédérique Renimel[réf. souhaitée].

### Mort
Daniel Bilalian meurt le 14 mai 2025 à son domicile de Neuilly-sur-Seine, à l'âge de 78 ans, « des suites d’une maladie »,,. Il est inhumé dans le caveau familial au cimetière nouveau de Neuilly-sur-Seine (division 27).

## Publications
- Les Évadés, Presses de la Cité, 1979, 267 p. (ISBN 978-2-258-00518-1)
- Le Camp de la goutte d'eau, 1982, 211 p. (ISBN 978-2-258-00709-3)
- Avec Jean-Louis Festjens (dessin), Vous serez le nouveau président (livre dont vous êtes le héros ; bande dessinée), Presses Pocket (no 4017), 1988 (ISBN 978-2-266-02111-1, présentation en ligne)
- Prisons : la vérité, Presses de la Cité, 1998, 214 p. (ISBN 978-2-258-01729-0)

## Filmographie
- 1981 : Asphalte, film de Denis Amar : le journaliste d'Antenne 2
- 1982 : La Marseillaise, téléfilm de Michel Berny : le professeur à la télévision
- 1985 : L'Homme de pouvoir, téléfilm de Maurice Frydland : le journaliste tv
- 2004 : L'Incruste, fallait pas le laisser entrer !, film d'Alexandre Castagnetti et Corentin Julius : le présentateur télé
- 2006 : Intime conviction - épisode 2 : L'Affaire Coffe (fiction télévisée créée par Patrick Sébastien) : participant

## Décoration
- Chevalier de la Légion d'honneur (juillet 2005)[1].